# Distretto di Komárom
Il distretto di Komárom (in ungherese Komáromi járás) è un distretto dell'Ungheria, situato nella provincia di Komárom-Esztergom.